# (36602) 2000 QS139
2000 QS139 (asteroide 36602) é um asteroide da cintura principal. Possui uma excentricidade de 0.14282990 e uma inclinação de 3.39971º.
Este asteroide foi descoberto no dia 31 de agosto de 2000 por LINEAR em Socorro.